# اتاق سبز (فیلم)
اتاق سبز (فرانسوی: La Chambre verte‎) فیلمی به کارگردانی فرانسوا تروفو است که در سال ۱۹۷۸ منتشر شد و درمورد زندگی مردم در دوران پساجنگ است.

## نقد فیلم
اتاق سبز از فیلمهای آخر تروفو محسوب می شود. فیلمی بر اساس رمانی از هنری جیمز. داستان مربوط می‌شود به سالهای پس از جنگ جهانی. ژولین مردی است که پس از مرگ همسرش و بازگشت از جنگ، دیگر آن انسان همیشگی نیست. او بیشتر در خاطرات سیر می کند و دنیای مردگان برایش جذاب تر است. فیلم با نمایی از جنگ شروع می شود. در پس زمینه ی این تصاویر جنگی، چهره ی مردی را می‌بینیم؛ گویی این تصاویر، خاطرات این مرد هستند. بعد متوجه می شویم که این مرد ژولین است که خود تروفو نقش او را ایفا می کند. در سکانس ابتدایی فیلم مرد دیگری را می بینیم که همسرش را از دست داده و بسیار ناراحت و آشفته است، کشیش قصد آرام کردن او را دارد اما از این کار عاجز است. بالاخره آن مرد نمیتواند این شرایط را تحمل کند و قصد میکند خودش را بکشد اما ژولین مانع از این کار میشود. ژولین پس از انکه کشیش را از اتاق بیرون میکند، مرد را دلداری می دهد و او را آرام می کند. 
در اینجا ما با ژولین آشنا می شویم. فردی که همسرش را از دست داده است و ضربات سختی را از زمان جنگ متحمل شده، اما او خود را با این فرضیات که مردگان همواره حاضرند و در زندگی به زنده ها کمک می کنند متقاعد کرده است. او اتاقی را به وسایل و قاب عکسهای هسمرش ژولی اختصاص داده است، و مدام به این اتاق سر می زند و با همسرش صحبت می کند. او حتی حلقه ی مورد علاقه همسرش را برای همسرش از حراجی می خرد. ژولین که نویسنده ی روزنامه است، انسانی منزوی و بسیار درونگراست، او به سختی با انسانهای دیگر ارتباط برقرار می کند و بالعکس. ژولین اخلاق های منحصر به فردی دارد به عنوان مثال وقتی یکی از دوستان صمیمی سابقش فوت می کند، او نه تنها ناراحت نمی شود، بلکه از این خبر خوشحال هم می شود. او به شدت به دنیای مردگان وابسته است و برای آنها ارزش خاصی قائل است، تا حدی که میتوان گفت او کاملاً زیاده روی می کند و بیش از حد زندگی خود را صرف آنان می کند. در جایی از فیلم او حتی سفارش ساخت مجسمه ای از زنش را می دهد.
ژولین به‌طور اتفاقی با دختری به اسم سیسیلیا آشنا می شود. بحث های زیادی بین این دو رد و بدل می شود. سیسیلیا معتقد است که زندگی پر است از اتفاقات ناگوار، و انسان باید از این اتفاقها بگذرد و بیش از حد خود را درگیر آن نکند. باید مردگان را رها کرد و به زندگان اهمیت داد. اما در عین حال ژولین همواره بر حرفهای خود استوار است. از طرفی ژولین برای اینکه ارادت خود به درگذشتگان را ثابت کند، کلیسای مخروبه ای را تعمیر میکند و به سیسیلیا پیشنهاد می کند آن را با هم اداره کنند. کم کم بین سیسیلیا و ژولین اتفاقاتی میفتد و حس این دو نسبت به یکدیگر عوض می شود. صحبت کردن در مورد فیلم کمی سخت به نطر می رسد، زیرا پس از اتمام فیلم پیش خودمان فکر می کنیم که فیلم قصد گفتن چه حرفی داشت. 
اتاق سبز هم مانند کارهای دیگر تروفو بسیار منحصر به فرد است. تروفو در این فیلم به موضوع مرگ و تقابل بین مردگان و زندگان و دنیای آنها می پردازد. او این مسئله را مطرح می کند که چگونه می توان با مرگ اطرافیان کنار آمد. چکونه و تا چه حد می توان یاد آنها را زنده نگه داشت. البته به نحوی فیلم را تا حدی هم می توان رمانتیک خواند اما به روش خود تروفو. داستانی از عشق های ناتمام، نرسیدنها و یا از دست دادنها، انسانهای تنهایی که هر کدام به نحوی سعی در بیرون آمدن از شرایط خود را دارند و مهمتر از همه نحوه ی برخورد با مرگ عزیزان.
این فیلم در دی ماه نود و نه از شبکه نمایش سیمای جمهوری اسلامی ایران پخش شد.